# Hlubyně
Hlubyně (en allemand : Teufe) est une commune du district de Příbram, dans la région de Bohême-Centrale, en République tchèque. Sa population s'élevait à 150 habitants en 2020.

## Géographie
Hlubyně se trouve à 2 km à l'ouest du centre de Březnice, à 6,5 km au sud-est de Rožmitál pod Třemšínem, à 16 km au sud-sud-ouest de Příbram et à 69 km au sud-ouest de Prague.
La commune est limitée par Rožmitál pod Třemšínem au nord, par Březnice à l'est, par Volenice au sud, et par Vševily à l'ouest.

## Histoire
La première mention écrite de la localité date de 1419.

## Transports
Par la route, Hlubyně se trouve à 2,3 km de Březnice, à 11 km de Rožmitál pod Třemšínem, à 19 km de Příbram et à 77 km de Prague.